# Psila tenebrica
Psila tenebrica är en tvåvingeart som beskrevs av Shatalkin 1986. Psila tenebrica ingår i släktet Psila och familjen rotflugor. Inga underarter finns listade i Catalogue of Life.